# Brigadir (Združeno kraljestvo)
Brigadir (izvirno angleško Brigadier; okrajšava: Brig) je višji vojaški čin v Britanski kopenski vojski in pri Kraljevih marincih. 
Brigadir je nadrejen polkovniku in podrejen generalmajorju. V skladu z Natovim standardom STANAG 2116 čin nosi oznako OF-6. Enakovredna čina v Oboroženih silah Združenega kraljestva sta: komodor (Commodore) pri Kraljevi vojni mornarici in zračni komodor (Air Commodore) pri Kraljevem vojnem letalstvu.
Čin je bil uveden leta 1928, ko je zamenjal čin Polkovnik-poveljnika (Colonel-Commandant); slednji pa je leta 1922 zamenjal čin brigadnega generala (Brigadier-General). Slednji je veljal za prvi generalski čin, medtem ko brigadir velja za najvišji častniški čin. Brigadir danes po navadi poveljuje brigadi ali pa je direktor enot, ki so zmožne operativnega delovanja (po navadi zaseda položaj direktorja štaba).
Oznaka čina brigadirja je krona nad tremi zvezdami (t. i. pips), medtem ko je bila oznaka čina brigadnega generala prekrižani meč in baton.